# جون فرانكلين ميلر (سياسي)
جون فرانكلين ميلر (بالإنجليزية: John Franklin Miller)‏ هو محامي وسياسي أمريكي، ولد في 9 يونيو 1862 في ساوث بند في الولايات المتحدة، وتوفي في 28 مايو 1936 في سياتل في الولايات المتحدة. حزبياً، نشط في الحزب الجمهوري. وقد انتخب عضو مجلس النواب الأمريكي.